# Rumore grigio
Il rumore grigio è un particolare tipo di rumore caratterizzato dall'assenza di periodicità nel tempo e da ampiezza presentata una psicoacustica curva volume uguale (ad esempio un invertito di ponderazione curva) per tutto lo spettro di frequenze, quindi ogni frequenza verrà prodotta ad energia differente, ma verrà avvertita dall'orecchio umano come tutte di pari intensità.

## Descrizione

Il rumore grigio presenta uno spettro "curvo" su tutto l'intervallo di lunghezze d'onda considerato, per mantenere un'intensità acustica costante

Questa particolare curva di rumore, denominata grigio, contiene tutte le frequenze con uguale intensità acustica, differenziandosi dal rumore bianco che invece contiene tutte le frequenze con uguale energia.
La differenza tra le due curve è il risultato degli studi di psicoacustica, che distingue il Phon dalla pressione acustica e li mette in relazione tramite il diagramma di uguale intensità sonora, in quanto l'udito umano è più sensibile ad alcune frequenze (medie) rispetto ad altre.
Ma per lo stesso fatto che le curve di pari rumore variano non solo in base all'individuo, ma anche dal volume con cui il rumore viene prodotto, non può esistere un vero spettro di rumore grigio, ma ne può esistere uno approssimativo o medio.
Un altro rumore che tiene conto della psicoacustica, ma dal comportamento molto semplice è il rumore rosa, il quale s'interpone tra il rumore bianco e il rumore grigio.